# هرملانژ
هرملانژ (به فرانسوی: Hermelange) یک کمون در فرانسه است که در Canton of Lorquin واقع شده‌است.

## خصوصیات
هرملانژ ۲٫۵۸ کیلومترمربع مساحت و ۱۸۶ نفر جمعیت دارد و ۲۵۰ متر بالاتر از سطح دریا واقع شده‌است.